# Ratatouille

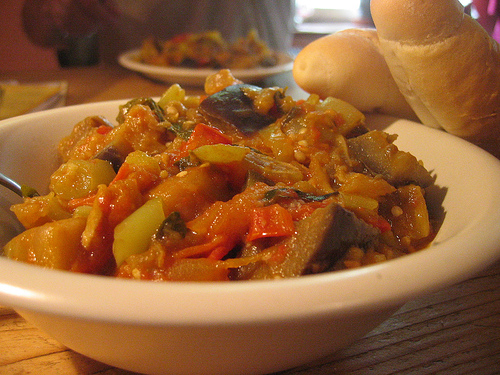
Un castron de Ratatouille

Ratatouille este o tocană de legume tradițională, din regiunea Provence a Franței, originară în Nice. Numele complet al felului de mâncare este ratatouille niçoise.

## Compoziție
Aceasta este compusă, în principal, din legume fierte : vinete, ceapă, dovlecei, ardei și roșii. Ca orice retetă „tradițională”, nu există un mod exact de a o prepara, doar anumiți pași sunt obligatorii. Există două metode de a prepara legumele: fierberea lor separat, sau toate împreună.

## Variante
În alte țări ale Europei există rețete asemănătoare: versiunea malteză se numește kapunata, foarte asemănătoare cu cea franceză, ea fiind însoțită și de pește prăjit. În bucătăria italiană ea se numește caponata, în Spania pisto, în Ungaria lecsó, în Bulgaria și România ghiveci, în Grecia briami (conține și cartofi). Versiunile din Croația și Serbia se numesc Đuveč și conțin fasole verde și orez. În Asia, Turcii umplu o vânătă cu legume, iar rețeta se numește imam bayildi.